# Astropecten acutiradiatus
Astropecten acutiradiatus är en sjöstjärneart som beskrevs av Tortonese 1956. Astropecten acutiradiatus ingår i släktet Astropecten och familjen kamsjöstjärnor. Inga underarter finns listade i Catalogue of Life.